# Blomstertjärnen, Jämtland
Blomstertjärnen är en sjö i Åre kommun i Jämtland och ingår i Indalsälvens huvudavrinningsområde.